# Nanping
Nanping (cinese: 南平; pinyin: Nánpíng) è una città con status di prefettura della provincia di Fujian, in Cina.

## Geografia antropica

### Suddivisioni amministrative
La prefettura di Nanping è a sua volta divisa in 1 distretto, 4 città e 5 contee.
- Distretto di Yanping (延平区)
- Shaowu (邵武市)
- Wuyishan (武夷山市)
- Jian'ou (建瓯市)
- Jianyang (建阳市)
- Contea di Shunchang (顺昌县)
- Contea di Pucheng (浦城县)
- Contea di Guangze (光泽县)
- Contea di Songxi (松溪县)
- Contea di Zhenghe (政和县)